# Maripita
Maripita är en ort i Mexiko.   Den ligger i kommunen Sinaloa och delstaten Sinaloa, i den västra delen av landet, 1 200 km nordväst om huvudstaden Mexico City. Maripita ligger 65 meter över havet och antalet invånare är 544.
Terrängen runt Maripita är huvudsakligen platt. Maripita ligger nere i en dal. Runt Maripita är det glesbefolkat, med 19 invånare per kvadratkilometer. Närmaste större samhälle är Sinaloa de Leyva, 5,8 km sydväst om Maripita. I omgivningarna runt Maripita växer huvudsakligen savannskog.